# 腹絲珠母麗魚
腹絲珠母麗魚，為輻鰭魚綱鱸形目隆頭魚亞目慈鯛科的其中一種，分布於南美洲委內瑞拉的淡水流域，體長可達24公分，棲息在河川中底層水域，生活習性不明。

## 擴展閱讀
維基物種上的相關：腹絲珠母麗魚